# Copris decellei
Copris decellei là một loài bọ cánh cứng trong họ Bọ hung (Scarabaeidae).